# Війна п'ятої коаліції
Війна п'ятої антинаполеонівської коаліції (також відома як австрійсько-французька війна) — військовий конфлікт між Австрійською імперією та Великою Британією з одного боку, та Французькою імперією Наполеона та його союзників — з іншого. Головні воєнні події розгортались у Центральній Європі з квітня по липень 1809 року. Велика Британія у цей час була втягнутою до війни на Піренейському півострові, але вона, під тиском австрійців, висадила свій десант у Нідерландах. Це не вплинуло на результат війни. Після проведення бойових дій у Баварії та долині Дунаю війна закінчилась успіхом для французів після битви під Ваграмом.
На початку 1809 року Великій Британії вдалось створити нову коаліцію проти Франції. Окрім Великої Британії до її складу увійшли Австрія та Іспанія. Це була найнетриваліша коаліція за всю історію наполеонівських війн.

## Статистика війни п'ятої коаліції 1809
| Країни                | Населення 1809 р. | Військ                   | Вбито та померло від поранень       |
| --------------------- | ----------------- | ------------------------ | ----------------------------------- |
| Франція               | 29 200 000        | 200 000 при 430 гарматах | 31 000                              |
| Російська імперія     | 41 190 400        | 70 000                   | 4                                   |
| Неаполь               | 4 950 000         |                          |                                     |
| Голландія             | 2 191 000         |                          |                                     |
| герцоґство Варшавське | 2 600 000         |                          |                                     |
| Рейнський союз        | 11 000 000        |                          |                                     |
| Швейцарія             | 1 500 000         |                          |                                     |
| Разом                 | 92 631 400        | 345 000                  |                                     |
| Австрія               | 21 100 000        | 560 000 при 790 гарматах | близько 100 000 вбитих та поранених |
| Велика Британія       | 11 750 000        | 40 000                   | 4066                                |
| Іспанія               | 11 400 000        |                          |                                     |
| Разом                 | 44 250 000        |                          |                                     |
| Разом                 | 188 322 400       |                          |                                     |

## Бойові дії
9 квітня 1809 року посланця Франції оповістили про те, що Австрія оголосила війну Франції. Вранці 10 квітня основні сили австрійської армії перетнули кордон на річці Інн та вторглись до Баварії. Погані дороги, розмиті дощем, уповільнили австрійський наступ у перший тиждень війни. Але, тим не менше, баварські війська, після декількох битв, почали відступ. Австрійське командування втратило прекрасну можливість розділити Велику армію навпіл. Австрійці здійснили напад приблизно на тиждень раніше того, як припускав Наполеон. Після перегрупування французькі війська завдали низки поразок австрійцям під: Сачиле (16 квітня), Регенсбургом (19-23 квітня), Абенсбергом (20 квітня), Ландсгутом (21 квітня), Екмюлем (21-22 квітня). Втративши у цих боях понад 50 000 чоловік, ерцгерцоґ Карл відвів залишки армії до Відня. Після падіння Регенсбурга австрійці переправились на інший берег Дунаю.
Французький імператор вирішив не переслідувати Карла і 13 травня увійшов до Відня, який без бою відкрив перед ним браму. До середини травня поблизу Відня австрійці зібрали 115 000 солдат проти 80 000 французів. Останні відмовлялись вступати до будь-яких перемовин. Щоб розбити сили австрійців, необхідний був гарний плацдарм на північному березні Дунаю. Сапери Великої армії здійснили диво, зумівши за ніч з 20 на 21 травня перекинути через річку декілька мостів. Однак, наскороруч розроблений план провалився. Виявилось, що основні сили Карла знаходяться у безпосередній близькості від річки. Вранці французький авангард було атаковано. Розпочалась битва під Асперн-Есслінгом (21-22 травня). Наполеон зазнав у ній поразки. Багато європейських держав зраділи цьому факту. Це була перша тотальна поразка Наполеона на полі бою. Французи втратили ¼ військ (лише вбитими 7000 солдат). Але втрати австрійців були не меншими (лише вбитими 4286 чоловік + багато поранених). Наполеон втратив у битві декількох талановитих полководців, в тому числі маршала Ланна. Ця битва спростувала міф про непереможність Наполеона Бонапарта. Французький імператор обіцяв, що його наступне форсування Дунаю стане катастрофою для австрійців. У суворій секретності почали зводитись нові мости. Отримавши підкріплення, Наполеон форсував Дунай. Австрійці невдало розташували свої патрулі. Для них стало цілковитою несподіванкою, коли вони побачили Наполеона на своєму березі. Зав'язалась битва, яка увійшла до історії під назвою битва під Ваграмом (5-6 липня). У загальному підсумку в битві загинуло 12 800 солдат. Австрійці відступили. Наполеон вже не мав сил для продовження війни.
Дії на другорядних театрах: в Італії, Далмації й Тиролі (де спалахнуло анти французьке повстання на чолі з Гофером), розвивались не на користь австрійців. Спроби майора Шилля у Пруссії й полковника Дернбурга у Гессені підбурити повстання проти Франції також закінчились невдало. В Нідерландах британський корпус, втративши 4000 солдат вбитими та пораненими, досягнув незначних успіхів. Але це вже ніяк не вплинуло на хід війни. Австрія до того часу зазнала поразки.

## Шенбруннський мир
14 жовтня 1809 року було укладено Шенбруннський мир між Австрією та Францією. Поразка австрійців була жахливою не стільки у військовому відношенні, скільки у моральному та політичному.